# Clonezilla
Clonezilla é um programa de clonagem de discos rígidos e partições, semelhante ao Acronis True Image ou ao Norton Ghost, com funcionalidades avançadas. O Clonezilla auxilia a implantação de sistemas, backup e recuperação. 
Dois tipos de Clonezilla estão disponíveis: Clonezilla Live e Clonezilla SE (edição do servidor). Clonezilla Live é adequado para backup e restauração de uma única máquina. Enquanto o Clonezilla SE é para implantação em massa, ele pode clonar muitos computadores (mais de 40) simultaneamente.
O Clonezilla salva e restaura apenas blocos usados no disco rígido. Isso aumenta a eficiência da clonagem. Com alguns hardwares de ponta em um cluster de 42 nós, foi relatada uma restauração multicast a uma taxa de 8 GB/min.

## Características
- Muitos sistemas de arquivos são suportados: (1) ext2, ext3, ext4, reiserfs, reiser4, xfs, jfs, btrfs, f2fs e nilfs2 do GNU / Linux, (2) FAT12, FAT16, FAT32, NTFS do MS Windows, (3) HFS + do Mac OS, (4) UFS do FreeBSD, NetBSD e OpenBSD, (5) minix do Minix e (6) VMFS3 e VMFS5 do VMWare ESX. Portanto, você pode clonar GNU / Linux, MS Windows, Mac OS com base em Intel, FreeBSD, NetBSD, OpenBSD, Minix, VMWare ESX e Chrome OS / Chromium OS, independentemente de ser de 32 bits (x86) ou 64 bits (x86). 64) OS. Para esses sistemas de arquivos, somente os blocos usados na partição são salvos e restaurados pelo Partclone . Para o sistema de arquivos não suportado, a cópia setor a setor é feita por dd no Clonezilla.
- LVM2 (LVM versão 1 não é) sob GNU / Linux é suportado.
- O boot loader, incluindo o grub (versão 1 e versão 2 ) e o syslinux, podem ser reinstalados.
- Ambos os formatos de partição MBR e GPT do disco rígido são suportados. Clonezilla live também pode ser inicializado em uma máquina BIOS ou UEFI.
- O modo não assistido é suportado. Quase todas as etapas podem ser feitas por meio de comandos e opções. Você também pode usar vários parâmetros de inicialização para personalizar sua imagem e clonagem.
- Uma imagem restaurada para vários dispositivos locais é suportada.
- Imagem pode ser criptografada. Isso é feito com o ecryptfs, um sistema de arquivos de criptografia corporativo compatível com POSIX.
- O multicast é suportado no Clonezilla SE, que é adequado para clonagem massiva. Você também pode usá-lo remotamente para salvar ou restaurar vários computadores se o PXE e o Wake-on-LAN forem suportados em seus clientes.
- O arquivo de imagem pode estar no disco local, no servidor ssh, no servidor samba, no servidor NFS ou no servidor WebDAV.
- A criptografia AES-256 pode ser usada para proteger o acesso, armazenamento e transferência de dados.
- Com base em Partclone (padrão), Partimage (opcional), ntfsclone (opcional) ou dd para imagem ou clonar uma partição. No entanto, Clonezilla, contendo alguns outros programas, pode salvar e restaurar não apenas partições, mas também um disco inteiro. Ao usar outro software livre drbl-winroll, que também é desenvolvido por nós, o nome do host, o grupo e o SID da máquina windows MS clonada podem ser alterados automaticamente.

## Requisitos mínimos do sistema para o Clonezilla Live
- Processador X86 ou x86-64
- 196 MB de memória do sistema (RAM)
- Dispositivo de inicialização, por exemplo, unidade de CD / DVD, porta USB, PXE ou disco rígido.

## Limitações
- A partição de destino deve ser igual ou maior que a de origem.
- O backup diferencial / incremental ainda não está implementado.
- A criação de imagens online / clonagem ainda não está implementada. A partição a ser criada ou clonada deve ser desmontada.
- Devido à limitação do formato da imagem, a imagem não pode ser explorada ou montada. Você pode _NOT_ arquivo único de recuperação da imagem. No entanto, você ainda tem solução para fazê-lo, leia isto.
- Clonezilla de recuperação ao vivo com vários CDs ou DVDs não está implementado ainda. Agora todos os arquivos devem estar em um CD ou DVD, se você escolher criar o arquivo iso de recuperação.

## Licença
- O próprio Clonezilla é licenciado sob a GNU General Public License (GPL) Versão 2. No entanto, para executar o Clonezilla, são necessários muitos softwares livres e de código aberto, como o kernel do Linux e um sistema operacional mínimo do GNU / Linux.

## Qual Clonezilla devo usar?
- Clonezilla Live : Clonezilla live permite que você use CD / DVD ou unidade flash USB para inicializar e executar o clonezilla (somente Unicast)
- Clonezilla SE : O Clonezilla SE está incluído no DRBL, portanto, um servidor DRBL deve ser configurado primeiro para usar o Clonezilla para fazer clonagem massiva (unicast, broadcast e multicast são suportados)